# Stanley Climbfall
Stanley climbfall es el segundo álbum de estudio de la banda de rock originaria de California, Lifehouse; lanzado el 17 de septiembre del 2002. Han vendido más de 500 000 copias en los EE. UU. y cerca de 2 millones de copias en todo el mundo. Cómo su primer álbum, Stanley climbfall fue producido por Ron Aniello.
Los sencillos de este segundo álbum fueron: Spin y Take me away.

## Lista de canciones
| N.º | Título                     | Escritor(es)               | Duración |  |
| 1.  | «Spin»                     | Jason Wade, Ron Aniello    | 4:51     |  |
| 2.  | «Wash»                     | Jason Wade                 | 4:48     |  |
| 3.  | «Sky Is Falling»           | Jason Wade                 | 3:29     |  |
| 4.  | «Anchor»                   | Jason Wade, Sergio Andrade | 5:02     |  |
| 5.  | «Am I Ever Gonna Find Out» | Jason Wade, Ron Aniello    | 2:39     |  |
| 6.  | «Stanley Climbfall»        | Jason Wade, Ron Aniello    | 3:49     |  |
| 7.  | «Out of Breath»            | Jason Wade, Ron Aniello    | 3:20     |  |
| 8.  | «Just Another Name»        | Jason Wade                 | 3:24     |  |
| 9.  | «Take Me Away»             | Jason Wade, Sergio Andrade | 4:47     |  |
| 10. | «My Precious»              | Jason Wade                 | 4:24     |  |
| 11. | «Empty Space»              | Jason Wade                 | 5:02     |  |
| 12. | «The Beginning»            | Jason Wade                 | 4:38     |  |

Edición Especial
| Special edition bonus tracks |                                     |              |          |  |
| N.º                          | Título                              | Escritor(es) | Duración |  |
| 13.                          | «How Long»                          | Jason Wade   | 5:09     |  |
| 14.                          | «Sky Is Falling» (acoustic version) | Jason Wade   | 2:53     |  |